# Stenberga församling
Stenberga församling var en församling i Växjö stift och Vetlanda kommun. Den 1 januari 2006 uppgick församlingen i Nye, Näshult och Stenberga församling.
Församlingskyrka var Stenberga kyrka.

## Administrativ historik
Församlingen har medeltida ursprung.
Församlingen utgjorde under medeltiden ett eget pastorat för att sedan till 1962 vara annexförsamling i pastoratet Näshult och Stenberga och från 1962 till 1993 vara annexförsamling i pastoratet Nye, Skirö, Näshult och Stenberga. Församlingen var från 1993 till 2006 annexförsamling i pastoratet Korsberga, Lemnhult, Södra Solberga, Nye, Näshult och Stenberga. Den 1 januari 2006 uppgick församlingen i Nye, Näshult och Stenberga församling.
Församlingskod var 068512.